# Октябрьское муниципальное образование (Татищевский район)
Октябрьское муниципальное образование — сельское поселение в Татищевском районе Саратовской области Российской Федерации.
Административный центр — село Октябрьский Городок.

## История
Статус и границы сельского поселения установлены Законом Саратовской области от 27 декабря 2004 года № 108-ЗСО «О муниципальных образованиях, входящих в состав Татищевского муниципального района».
Карамышское и Октябрьское муниципальные образования преобразованы путём их объединения в Октябрьское муниципальное образование со статусом сельского поселения и с административным центром в селе Октябрьский Городок.

## Население
| 2010  | 2011  | 2012  | 2013  | 2014  | 2015  | 2016  |
| ----- | ----- | ----- | ----- | ----- | ----- | ----- |
| 2464  | ↗2471 | ↗2524 | ↘2522 | ↗3728 | ↘3713 | ↗3832 |
| 2017  | 2018  | 2019  | 2020  | 2021  |       |       |
| ↗3837 | ↘3795 | ↘3733 | ↘3641 | ↘3514 |       |       |

## Состав сельского поселения
| № | Населённый пункт    | Тип населённого пункта       | Население |
| - | ------------------- | ---------------------------- | --------- |
| 1 | Карамышка           | село                         | ↘420      |
| 2 | Карякино            | село                         | ↘301      |
| 3 | Константиновка      | деревня                      | ↘97       |
| 4 | Кувыка              | село                         | ↘659      |
| 5 | Куликовка           | село                         | ↘303      |
| 6 | Новая Тепловка      | деревня                      | 47        |
| 7 | Октябрьский Городок | село, административный центр | ↘1636     |
| 8 | Тимирязевский       | посёлок                      | ↘169      |